# Etničke grupe Zapadne Sahare
Etničke grupe Zapadne Sahare: 497,000 stanovnika; UN Country Population; 2008). jedanaest naroda.
- Arosien Beduini 	5,500, govore hassaniyya
- Francuzi 40
- Imragen	17,000, govore hassaniyya
- Izarguien	26,000		govore hassaniyya
- Marokanski Arapi 6,400
- Mauri	38,000 govore hassaniyya
- Regeibat	55,000 govore hassaniyya
- Sahrawi	217,000 govore hassaniyya
- Španjolci 400
- Tajakant Beduini 4,300	govore hassaniyya
- Tekna Berberi	85,000 govore tachelhit
- manje skupine: Mejat